# Université Kim Il-sung
Pour un article plus général, voir Système éducatif en Corée du Nord.
L’université Kim Il-sung (coréen : 김일성종합대학, Kim Il-sŏng jong-babTaehak), fondée en 1946, est la première université construite en Corée du Nord. Située à Pyongyang, elle porte le nom du président Kim Il-sung, fondateur de l'État.  